# Aleurotrachelus juiyunensis
Aleurotrachelus juiyunensis là một loài côn trùng cánh nửa trong họ Aleyrodidae, phân họ Aleyrodinae.
Aleurotrachelus juiyunensis được Young miêu tả khoa học đầu tiên năm 1944.